# Puesto del Marqués
Puesto del Marqués è un comune (comisión municipal in spagnolo) dell'Argentina, appartenente alla provincia di Jujuy, nel dipartimento di Cochinoca.
In base al censimento del 2001, nel territorio comunale dimorano 299 abitanti, con un aumento del 51,7% rispetto al censimento precedente (1991). Di questi abitanti, il 51,83% sono donne e il 48,16% uomini.
La città fu fondata il 23 agosto 1906. Nella località, il 14 aprile 1815 fu combattuta una battaglia tra le forze indipendentiste argentine e l'esercito imperiale spagnolo.